# Disputa de Pedra Branca

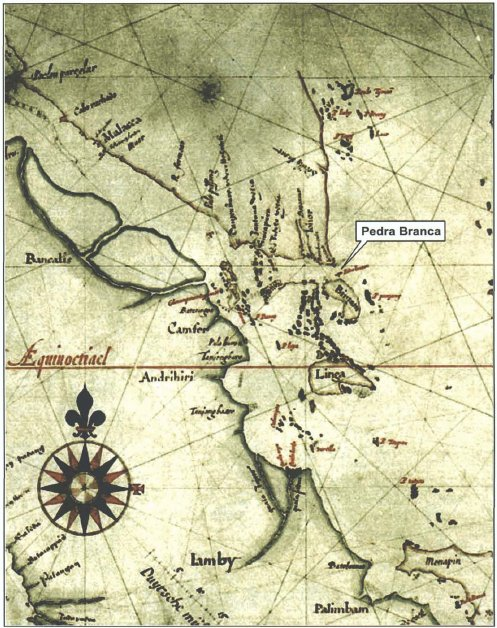
Detalles de un mapa de 1620 "Mapa de Sumatra" por Hessel Gerrits, un cartógrafo con el Servicio Hidrográfico de la Dutch East India Company. La ubicación de la isla de "Pedrablanca" (Pedra Branca) esta marcada en el mapa.

La Disputa de Pedra Branca  [2008]ICJ 2 fue una disputa territorial entre los países de Singapur y Malasia sobre varios islotes al este de la entrada del estrecho de Singapur, esto es Pedra Branca (previamiente llamado Pulau Batu Puteh y ahora Batu Puteh por Malasia), Middle Rocks y South Ledge. La disputa comenzó en 1979 y fue en su mayoría resuelta por la Corte Internacional de Justicia (ICJ) en 2008, la cual opinó que Pedra Branca pertenecería a Singapur y Middle Rocks pertenecería a Malasia.
A principios de 1980, Singapur presentó una propuesta formal contra Malasia en respuesta a un mapa publicado por Malasia en 1979 reclamando Pedra Branca. En 1989 Singapur propuso someter la disputa a la ICJ. Malasia estuvo de acuerdo a esto en 1994. En 1993, Singapur también reclamó los islotes cercanos a Middle Rocks y South Ledge. En 1998 los dos países acordaron en un texto de un "Acuerdo Especial" que se necesitaba para someter la disputa al ICJ. El Acuerdo Especial fue firmado en febrero del 2003 y la ICJ fue notificada formalmente del acuerdo en julio de ese mismo año. La audiencia frente a la ICJ fue sostenida durante tres semanas en noviembre del 2007 bajo el nombre de Soberanía sobre Pedra Branca/Pulau Batu Puteh, Middle Rocks y South Ledge (Malasia vs. Singapur).
Singapur discutía que Pedra Branca era terra nullius y que no había evidencia de que la isla hubiera estado en algún momento bajo la soberanía del Sultanato de Johor. En el evento la corte no aceptó este argumento, Singapur contendió que la soberanía sobre la isla había pasado hacia Singapur debido a un consistente ejercicio de autoridad sobre la isla de Singapur y su predecesor, el Reino Unido. Las acciones tomadas incluyeron seleccionar Pedra Branca como un sitio para el faro Horsburgh y la construcción del faro, requiriendo oficiales de Malasia deseando visitar la isla para obtener permisos, instalar estaciones militares de retransmisión en la isla, y estudiar la factibilidad de reclamar al terreno alrededor de la isla. Malasia había permanecido en silencio en vista de estas actividades. Además, se había confirmado en una carta de 1953 que Johor no reclamaba la propiedad de la isla y que no había publicado reportes oficiales ni mapas indicando Pedra Branca como territorio de Singapur. Middle Rocks y South Ledge debieron ser referidas como dependencias de Pedra Branca.
El caso de Malasia fue que Johor tenía el título original de Pedra Branca, Middle Rocks y South Ledge. Johor no había cedido Pedra Branca hacia el Reino Unido, sino que simplemente había dado permiso para la construcción y mantenimiento del faro en la isla. Las acciones del Reino Unido y Singapur con respecto al Faro Horsburgh y las aguas rodeando la isla, no fueron acciones del soberano de la isla. Después la carta de 1953 había sido desautorizada, los reportes oficiales y mapas que habían sido emitidos eran ya sea inconclusos o irrelevantes.
El 23 de mayo del 2008 la corte decidió que Pedra Branca estaba bajo la soberanía de Singapur mientras que Middle Rocks pertenecía a Malasia. Con respecto a South Ledge, la corte notó que caía dentro del aparte traslape de las aguas territoriales generadas por tierra firme de Malasia, Pedra Branca y Middle Rocks; ya que es una característica marítima visible solo en marea baja, pertenece al estado de las aguas territoriales en donde se encuentra ubicado. Malasia y Singapur han establecido lo que han llamado el Comité Técnico Conjunto para delimitar la frontera marítima en el área alrededor de Pedra Branca y Middle Rocks, y,  para determinar la pertenencia de South Ledge.

## Disputa
Pedra Branca es un pequeño afloramiento de granito ubicado a 25 millas náuticas (46 km) al este de Singapur y a 7.7 millas náuticas (14.3 km) al sur de Johor, Malasia, donde el Estrecho de Singapur se encuentra con el Sur del Mar de China. Hay dos características marítimas cerca de la isla: Middle Rocks con 0.6 millas náuticas (1.1 km) al Sur de Pedra Branca, que consiste de dos agrupamientos de rocas pequeñas con 250 metros entre ellos; y South Ledge con 2.2 millas náuticas (4.1 km) al sursudoeste de Pedra Branca, el cual solo es visible en marea baja.
Singapur ha administrado Pedra Branca desde que el faro Horsburgh fue construido en la isla por su predecesor, el Reino Unido, entre 1850 y 1851. Singapur fue cedido por el Sultán Hussein Shah y Temenggung Abdul Rahman Sre Maharajah de Johor a la British East India Company bajo un tratado de amistad y alianza el 2 de agosto de 1824 (El tratado Crawfurd); este pasó a ser parte de los Asentamientos Estrechos en 1826. Cuando el faro fue construido en la isla, los Asentamientos Estrechos estaban bajo el mandato Británico por medio del Gobierno de India.
El 21 de diciembre de 1979, el director del Mapeo Nacional de Malasia publicó un mapa titulado aguas territoriales y límites continentales de Malasia, mostrando Pedra Branca como dentro de sus aguas territoriales. Singapur rechazó este "clamo" en una nota diplomática el 14 de febrero de 1980 y demandó que el mapa fuera corregido. A finales de los años 1980, el fiscal general de Singapur, Tan Boon Teik, fue enviado por el primer ministro de Singapur Lee Kuan Yew para mostrar la evidencia documentada del caso para demostrar al fiscal general de Malasia la fuerza de caso de Singapur. Sin embargo, la disputa no fue resuelta por el intercambio de correspondencia de pláticas intergubernamentales en 1993 y 1994. En la primera ronda de pláticas en febrero de 1993 el problema de la soberanía sobre Middle Rocks y South Ledge también fue mencionada. Malasia y Singapur entonces concordaron en poner la disputa frente a la Corte internacional de Justicia (ICJ).

## Cuestiones del Procedimiento

La ubicación aproximada de Pedra Branca en la parte Sur del Mar de China en relación con los países alrededor.

Singapur primero sugirió someter la disputa territorial a la ICJ en 1989. La sugerencia fue aceptada por Malasia en 1994. En 1998, el texto del Acuerdo Especial para traer los asuntos frente la ICJ fue aceptado y el acuerdo fue firmado por los dos países en Putrajaya, Malasia, el 6 de febrero del 2003. Se notificó a la corte en julio del 2003. El caso fue asignado bajo el nombre de Soberanía sobre Pedra Branca/Pulau Batu Puteh, Middle Rocks y South Ledge (Malasia vs. Singapur).
Siguiendo las instrucciones dadas por la corte, las partes intercambiaron memorials el 25 de marzo del 2004, contra-memorials el 25 de enero de 2005, y respuestas el 25 de noviembre del 2005. Mientras que las partes informaron a la corte por medio de una carta el 23 de enero del 2006 qué réplicas eran innecesarias, los procedimientos escritos fueron cerrados. La corte determinó por sorteo que Singapur presentaría su caso primero. Las audiencias públicas fueron presentadas entre el 6 y 23 de noviembre de 2007, con Singapur presentando su caso del 6 al 9 de noviembre, y Malasia haciendo lo mismo desde el 13 hasta el 16 de noviembre de 2007. A cada país se le fueron dados dos días para responder, con las fechas de 19 y 20 de noviembre para Singapur y el 22 y 23 de noviembre para Malasia. Las personas que hablaron por las dos partes fueron:
- Por parte de Singapur:[11]
  - Tommy Koh, embajador en Misión Especial, ministro de asuntos foráneos (Singapur); profesor de leyes en la Universidad Nacional de Singapur (actuando como agente de Singapur);
  - Chao Hick Tin, fiscal general de Singapur (consejero y abogado);
  - Chan Sek Keong, jefe de Justicia de Singapur (consejero y abogado);
  - Alain Pellet, profesor en la Universidad X Nanterre de París; miembro y expresidente de la comisión internacional de leyes de las Naciones Unidas; miembro asociado del instituto internacional institut de Droit (Consejero y Abogado);
  - Ian Brownlie, C.B.E., Q.C., F.B.A.; miembro de English Bar; Presidente de la comisión internacional de leyes de ONU; Emeritus Chichele Profesor de leyes públicas internacionales, University of Oxford; miembro de Institut de Droit International; Distinguido compañero, All Souls College, Oxford (Consejero y  Abogado);
  - Rodman R. Bundy, avocat à la Cour d'Appel de París; miembro de New York State Bar Association; Frere Cholmeley/Eversheds, París (Consejero y abogado);
  - Loretta Malintoppi, avocat à la Cour d'Appel de París; miembro del Rome Bar; Frere Cholmeley/Eversheds, París (Consejero y Abogado); y
  - S. Jayakumar, Deputy Prime Minister; ministro de ley y ministro coordinado para Seguridad Nacional; Profesor de leyes de la Universidad Nacional de Leyes (Consejero y Abogado).
- Por parte de Malasia:[11]
  - Abdul Kadir Mohamad, embajador en misión especial, ministro de asuntos exteriores, Malaysia; consejero de Asuntos Exteriores del primer ministro (agente de Malasia);
  - Farida Ariffin, embajador de Malasia para los Países Bajos (Co-Agente);
  - Abdul Gani Patail, fiscal general de Malasia (Consejero);
  - Elihu Lauterpacht, C.B.E., Q.C., profesor de ley Internacional, Universidad de Cambridge; miembro del Institut de Droit International; miembro del Permanent Court of Arbitration (Consejero);
  - James Crawford, S.C., F.B.A., Whewell Profesor de Ley Internacional, University of Cambridge; miembro del Institut de Droit International (Consejero);
  - Nicolaas Jan Schrijver, Profesor de Ley internaciona Pública, Leiden University; Miembro asociado del Institut de Droit International (Consejero);
  - Marcelo G. Kohen, Profesor de Ley Internacional, Graduado del Instituto Internacional, Ginebra; miembro asociado del Institut de Droit International (Consejero); y
  - Penelope Nevill, conferencista, Downing College, Cambridge.

El caso fue presidido por el juez vicepresidente de la ICJ  Awn Shawkat Al-Khasawneh, junto con otros 13 jueces y dos jueces ad hoc puestos por los dos países. Los jueces fueron Raymond Ranjeva de Madagascar, Shi Jiuyong de la República popular de China, Abdul G. Koroma de Sierra Leone, Gonzalo Parra Arangueren de Venezuela, Thomas Buergenthal de los Estados Unidos, Hisashi Owada de Japón, Bruno Simma de Alemania, Peter Tomka de Eslovaquia, Ronny Abrahan de Francia, Kenneth Keith de Nueva Zelanda, Bernardo Sepúlveda Amor de México, Mohamed Bennouna de Moroco y Leonid Skotnikov de Rusia. Mientras que la banca de la corte no incluía ningún juez de nacionalidad de alguno de los dos países, las partes ejercieron su derecho a elegir jueces ad hoc a estar en el caso. Singapur puso a Pemmaraju Sreenivasa Rao de la India y Malasia a Crhistofer John Robert Dugard de Sudáfrica.

## Caso de Singapur

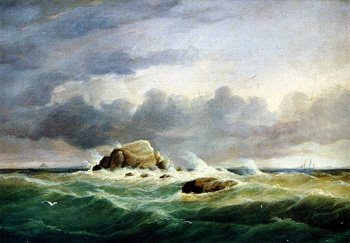
Una pintura de Pedra Branca de 1882 antes de que el Faro Horsburgh fuera construido en ella. Se cree que John Turnbull Thomson comisionó al artista, Captain Thomas Robertson, a producir la pintura basada en un bosquejo de Thomson de 1850.

### Pedra Brancaterra nullius
Singapur argumentó que en 1847 Pedra Branca era  terra nullius (Latín para "tierra perteneciente a nadie") ya que nunca había sido sujeta a reclamo anterior o manifestación de soberanía por ninguna entidad soberana. El caso negaba el clamo de Malasia de que la isla había estado bajo la soberanía de Johor. Se contendía que no había evidencia alguna de que el Sultanato Johor había clamado o ejercido autoridad sobre Pedra Branca entre 1512 y 1641. Este periodo empezó con la caída del Sultanato Malacca a los portugueses en 1512, quienes continuaron hostigando al Sultanato Johor durante este tiempo, así como al Sultanato Aceh. Similarmente no había evidencia de la soberanía de Johor sobre Pedra Branca entre 1641 y 1699, cuando el poder e influencia de Johor estaba en su cúspide; entre 1699 y 1784 cuando la muerte del Sultán Mahmud Shah II en 1699 sin un claro heredero conllevó a una inestabilidad, cuando muchos vassals se deslindaron del Sultanato; entre 1784 y 1824 cuando acorde con el reporte anual de 1949 del gobierno de Johor, el Sultanato estaba en "Estado de disolución"a principios del siglo XIX.
Para apoyar la afirmación de que el Sultán de Johor no había tenido soberanía sobre Pedra Branca, Singapur contendió que el concepto tradicional de soberanía de Malasia estaba basado, más que nada en el control de la gente y no sobre el territorio. En consecuencia, la única manera confiable de determinar si algún territorio particular pertenece a algún mandatario era encontrar si los habitantes juraban lealtad a ese mandatario. Esto era difícil de hacer con respecto a Pedra Branca, ya que estaba aislado e inhabitado, y Malasia no había proveído suficiente evidencia de un clamo directo o de soberanía ejercida de autoridad sobre la isla.
En adición a esto, Singapur reclamó que el antiguo Sultanato de Johor, quien controlaba un imperio marítimo de Malasia desde la capital en el Río de Johor, no era el mismo que el nuevo Sultanato de Johor ocupando sólo la parte sur de la punta de la península de Malasia; que vino a la existencia después de firmar el tratado Anglo - Holandés de 1824 entre el Reino Unido y Holanda. Desde su punto de vista el tratado no dividía el Estrecho de Singapur en el que Pedra Branca está ubicado, entre el nuevo Sultanato de Johor bajo la esfera de influencia Británica y el Sultanato de Riau-Lingga bajo la influencia Holandesa; en vez de esto, ambos Reino Unido y Holanda, podían tener acceso al Estrecho libremente. Por lo tanto, había un vacío legal con respecto a la soberanía sobre la isla, permitiendo a los Británicos tomar posesión legalmente de ella en 1847 y 1851.
Después de la muerte del Sultán Mahmud Shah III de Johor en 1812, sus dos hijos Hussein y Abdul Rahman disputaron por el trono del Sultanato de Johor. El Reino Unido reconoció a Hussein el hijo mayor, quien estaba basado en Singapur, como el verdadero heredero, mientras que Holanda reconoció al hijo menor, Abdul Rahman, quien estaba basado en Riau (ahora Bintan, Indonesia). Un año después del tratado Anglo - Holandés, Abdul Rahman mandó una carta con fecha 25 de junio de 1825 a Hussein; en ella se establecía que "en completo acuerdo con el espíritu y contenido del tratado concluido entre sus Majestades, los reyes de Holanda y Gran Bretaña" él donaba a su hermano mayor "la parte del terreno asignado a Gran Bretaña".

Tu territorio, en consecuencia, se extiende sobre Johor y Pahang en tierra firme o sobre la península de Malasia. El territorio de tu hermano [Abdul Rahman] se extiende sobre las islas de Lingga, Bintan, Galang, Bulan, Karimun y sobre todas las demás islas. Como sea que fuera en el mar, este es el territorio de tu hermano, y donde sea que este ubicado en tierra firme es tuyo.

Con base en esta carta, Singapur argumentó que Abdul Rahman solo había donado los territorios de tierra firma a Hussein y que había retenido soberanía sobre todas las islas en el mar. Por lo tanto, Pedra Branca nunca había sido parte de Johor.

### Toma legal de la propiedad

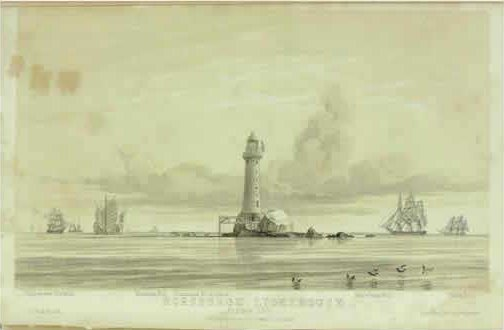
El Faro de Horsburgh, una pintura por John Turnbull Thomson mostrando la isla de Pedra Branca en 1851 justo después de la terminación del Faro que el diseñó.

En el evento de que la Corte rechazara el argumento de que Pedra Branca era Terra Nullius en 1847, Singapur contendía que la selección de Pedra Branca como sitio para el Faro Horsburgh y la construcción del Faro entre 1847 y 1851, constituía tomar posesión de la isla à titre de souverain (con el título de soberanía). La Corona Inglesa obtuvo el título sobre la isla en concordancia con los principios legales gobernando la adquisición del territorio en ese momento. Este título fue mantenido por el Reino Unido y su sucesor legal, La República de Singapur.
Singapur reclamaba que él y su predecesor el Reino Unido habían demostrado una consistente autoridad ejercida sobre la isla durante varios actos desde 1847. Por ejemplo, durante la ceremonia de poner la piedra base del faro el 24 de mayo de 1850, Pedra Branca fue descrito como "dependencia de Singapur" en la presencia del Gobernador de los Asentamientos de los Estrechos "El más antiguo oficial Británico en Singapur" y otros oficiales Británicos y foráneos. La contribución de soberanía fue ampliamente reportada en los periódicos locales, pero no atrajo ninguna respuesta de las autoridades de Johor. Otros actos significativos son los siguientes:
- Singapur había investigado naufragios en las aguas alrededor de las islas entre 1920 y 1979.[29]
- Había ejercido control exclusivo del uso de la isla y de visitas a ella, incluyendo como requerimientos para oficiales de Malasia deseando visitar la isla para encuestas científicas y obtener los permisos necesarios.[18][30][31]
- Había exhibido insignias Británicas y de Singapur del Faro de Horsburgh. Mas aún, había accedido a la solicitud de Malasia en 1968 de quitar la bandera de Singapur sobre otra isla, Pulau Pisang, que está bajo la soberanía de Malasia. Malasia hizo ninguna solicitud parecida con respecto a Pedra Branca.[32][33]
- El 30 de mayo de 1977, las autoridades del Puerto de Singapur (PSA) permitieron a la marina de la República de Singapur instalar una estación de retransmisión en la isla.[34]
- En la dirección del Gobierno de Singapur, en 1972, 1973, 1974 y 1978 la PSA estudió la factibilidad de reclamar 5000 metros cuadrados de territorio alrededor de la isla. Ofertas para el proyecto fueron solicitadas a través de publicidad de periódicos, aunque finalmente el proyecto no procedió.[17][18][35]

En adición a esto, Singapur había reclamado en dos ocasiones el mar alrededor de Pedra Branca como parte de sus aguas territoriales. La primera ocasión fue en julio de 1952 cuando el topógrafo en jefe expresó su opinión de que Singapur debería reclamar un límite de 3 millas alrededor de la isla. Posteriormente en 1967, el Departamento Marítimo del Gobierno de Singapur también declaró un memorándum oficial al Ministerio de Asuntos Exteriores (Singapur) de que las aguas dentro de las 3 millas de Pedra Branca podrían ser consideradas como aguas territoriales de Singapur.

### Las inacciones y aceptación de Malasia ante la soberanía de Singapur
También fue el caso de Singapur que por más de 130 años desde 1847, Malasia había permanecido en silencio sobre las actividades y soberanía ejercida de Singapur sobre Pedra Branca. Ningún otro estado había retado los reclamos de Singapur, ni lo había hecho sin tener que buscar el permiso de otro estado. Durante la audiencia, el embajador en misión especial Tommy Koh subrayó esto diciendo:

Una característica clave de este caso es el constante fluir de actos de administración por parte de Singapur con respecto a Pedra Branca, contrastado con la completa ausencia de actividades por parte de Malasia sobre Pedra Branca ó dentro de sus aguas territoriales, y con el silencio de Malasia en vista de todas estas actividades de estado de Singapur... Tal silencio por parte de Malasia es significante y debe ser tomado en cuenta como significado de que Malasia nunca consideró Pedra Branca como su territorio.

El 12 de junio de 1953, cuando Singapur era una Colonia de la Corona, su Secretario Colonial J. D. Highman escribió al consejero Británico del Sultán de Johor para clarificar el estatus de Pedra Branca. Él notó que la roca estaba fuera de los límites cedidos por el Sultán Hussein Shah y el Temenggung con la isla de Singapur sobre el tratado Crawfurd de 1824 que habían metido con la East India Company. Sin embargo, el Gobierno Colonial había mantenido el Faro construido en ella, y "esto por uso internacional sin duda alguna confiere algunos derechos y obligaciones sobre la Colonia". Él, por lo tanto, preguntó si "había algún documento enseñando una renta ó un ceder de la roca ya sea si había sido cedido al Gobierno del estado de Johor o si en cualquier otro caso había sido puesto a disposición de" El secretario de Johor del Estado Actuando, M. Seth bin Saaid, respondió el 21 de septiembre que "el Gobierno de Johor no reclama la propiedad de Pedra Branca". Singapur contendió que con esta respuesta se confirmaba la soberanía de Singapur sobre la isla y que Johor no tenía título histórico alguno de ella.
La colonia de Singapur se convirtió en Estado auto-gobernante en 1959, y dejó al Imperio Británico unirse a la Federación de Malasia en 1963. Dos años después, en 1965, Singapur se volvió una república completamente independiente. En 1959, en una publicación oficial con respecto a la información meteorológica recolectada en Pedra Branca, Malasia puso en su lista el Faro Horsburgh como una estación de "Singapur" junto al Sultán Shoal y Los faros Raffles.  El Faro en Pedra Branca fue descrito en la misma manera en una publicación conjunta entre Malasia y Singapur en 1966, el año después de que Singapur dejara la Federación. En 1967, cuando los dos países empezaron a reportar información meteorológica de forma separada, Malasia dejó de referirse al Faro Horsburgh. En mapas publicados por el topógrafo general y director general de Cartografía en 1962, 1965, 1970, 1974 y 1975, la isla fue indicada con la palabra "(SINGAPUR)" o "(SINGAPURA)" por debajo. La misma designación fue usada para una isla que era incuestionablemente bajo la soberanía de Singapur. Por otro lado, la designación no fue usada para Pulau Pisang, una isla bajo la soberanía de Malasia en donde Singapur operaba un Faro.
En una conferencia de prensa en mayo de 1980 atendida por elex primer ministro de Malasia Tun Hussein Onn y en ese entonces el primer ministro de Singapur Lee Kuan Yew, el líder de Malasia admitió que la cuestión de la soberanía sobre Pedra Branca no era "muy clara" para Malasia.
El 19 de noviembre de 2007, el delegado del primer ministro de Singapur, S. Jaykumar, refuto el reclamo de Malasia de que Singapur estaba intentando subvertir el statu quo reclamando la soberanía de Pedra Branca. Él dijo Singapur era "un estado respetuoso de las leyes que nunca ha y nunca hará algo para poner en riesgo la seguridad navegacional, arreglos de seguridad o el ambiente del Estrecho de Singapur". Al contrario, fue Malasia quien buscó alterar el statu quo publicando un mapa en 1979 que alteraba los límites marítimos con siete países vecinos. Esto fue evidenciado por el telegrama de que el Gobierno de Malasia había enviado a sus misiones de ultramar en diciembre de 1979, notificando que el mapa "afectaría" a Brenei, China, Indonesia, Las Filipinas, Tailandia, Singapur y Vietnam.

### Pedra Branca, Middle Rocks y South Ledge como una sola entidad.
Singapur tomó la posición en la que Pedra Branca, Middle Rocks y South Ledge deberían ser consideradas como un solo grupo de formaciones marítimas ya que Middle Rocks y South Ledge eran dependencias de Pedra Branca. Esto dependía, entre otros, del Caso de las Islas Palm (1932): "Con respecto al grupo de islas, es posible que un grupo pueda, bajo ciertas circunstancias, ser considerado ante la ley como una unidad, y que el destino de la parte principal pudiera involucrar al resto". Discutía que las tres formaciones marítimas eran geomorfológicamente las mismas, como muestras de roca demostraban que las tres estaban compuestas de una forma ligera y de grano grueso de granito biotita. Adicionalmente, Malasia no había mostrado ningún ejercicio de soberanía en las aguas aledañas. Ya que la soberanía sobre Pedra Branca pertenecía a Singapur, también la soberanía de Middle Rocks y South Ledge estando dentro de las aguas territoriales de Pedra Branca.

## El caso de Malasia

### Pedra Branca noterra nullius

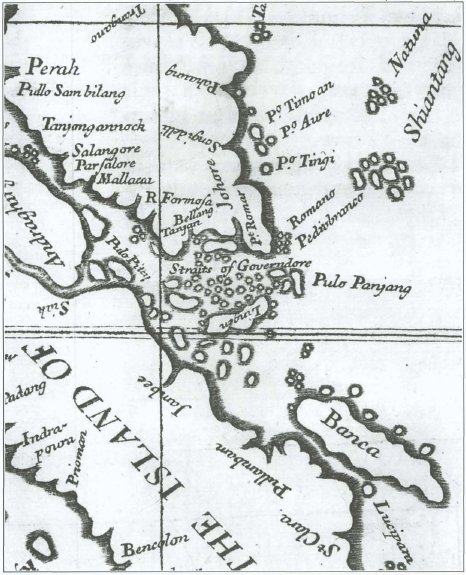
Detalle de "Un mapa de los Dominios de Johor y de la Isla de Sumatra con las Islas adyacentes" (1727) por Alexander Hamilton mostrando la Isla de "Pedrobranco"

El caso de Malasia era que había tenido el título original de Pedra Branca "desde tiempos inmemorables". La isla no podía ser terra nullius en ningún tiempo relevante, ya que siempre había sido parte de Johor, el cual es un estado de Malasia. Nada de lo que hubiera hecho el Reino Unido o Singapur habría quitado la soberanía sobre la isla. Contrario a lo que Singapur había reclamado, no había habido espacio entre el antiguo Sultanato de Johor y el Nuevo Sultanato de Johor gobernado por el Sultán Hussein que vino a existencia después de firmar el tratado Anglo - Holandés de 1824. El tratado tuvo el efecto de dejar las islas al Sur del Estrecho de Singapur dentro de la esfera de influencia Holandesa (el Sultanato Riau - Lingga), mientras que el territorio y las islas en el Estrecho y al Norte dentro de la esfera de influencia Británica (el nuevo Sultanato de Johor). Unos meses después de la conclusión del Tratado Anglo - Holandés, el Sultán y el Temenggung de Johor entraron al Tratado de Crawfurd con la East India Company el 2 de agosto de 1824. El artículo II del Tratado Crawfurd afirma:

Su majestad el Sultán Hussein Mahomed Shah y Datu Tumungon Abdul Rahman Sri Maharajah por este medio cede completa soberanía y propiedad al la Hororable English East India Company, sus herederos y sucesores por siempre, la Isla de Singapur ubicada en el Estrecho de Malacca, junto con los mares adjuntos, estrechos e Islotes hasta la estención de 10 millas geográficas, desde la costa de la dicha Isla principal de Singapur.

Ya que Johor no podría haber cedido la Isla de Singapur y los Islotes vecinos a los Británicos si es que faltaban de título, esto era evidencia de que el Reino Unido reconocía que la anterior y continua soberanía del Sultanato de Johor sobre todas las Islas en y alrededor del Estrecho de Singapur.
Malasia retó la contienda de Singapur de que Pedra Branca nunca formó parte del nuevo Sultanato de Johor, ya que la carta del 25 de junio de 1825 del Sultán Abdul Rahman de Riau- Lingga para el Sultán Hussain demostraba que Abdul Rahman solo había donado territorios en tierra firme de la península de Malasia a Hussein y había retenido soberanía sobre todas las Islas en el mar. Malasia presentó la declaración de Abdul Rahman de que su territorio "se extiende por sobre las Islas de Lingga, Galang, Bulan, Karimon y todas las demás Islas" tuvo que ser leído con el contexto del artículo XII del tratado Anglo - Holadés de 1824, el cual garantizaba que ningún "establecimiento Británico" se haría en "las Islas Carimon, ó en la Isla de Bantam, Bintang, Lingin, ó en ninguna otra Isla del sur del Estrecho de Singapur". Tres de las Islas mencionadas por Abdul Rahman - Bintan, Karimun y Lingga - fueron Islas que los Británicos habían acordado que no estaban dentro de su esfera de influencia, mientras que las otras dos - Bulan y Galang - yacen en el Sur del Estrecho de Singapur. Por lo tanto, la frase "todas las demás Islas" el la carta de Abdul Rahman se refería solo a las Islas dentro de la esfera de influencia Holandesa. La carta era un simple reconocimiento de que Abdul Rahman no reclamaba soberanía sobre Johor.
El título del sultanato hacia la Isla también confirmaba lazos de lealtad existentes entre el Sultanato y los Orang Laut, un pueblo nómada del mar quienes en el pasado habían habitado las áreas marítimas del Estrecho de Singapur, llevando a cabo pesca y piratería, y visitando Pedra Branca frecuentemente. Esto fue evidenciado por tres cartas del sigo XIX escritas por oficiales Británicos, incluyendo una con fecha de noviembre de 1850 por John Turnbull thomson, el topógrafo del Gobierno de Singapur, quien había reportado la necesidad de excluir a los Orang Laut de Pedra Branca donde el Faro Horsburgh estaba en construcción. Thomson notó que ellos "frecuentemente visitan la roca por lo que sus visitas nunca deben ser alentadas ni se debe de poner ningún tipo de confianza en ellos... en los Estrechos y los Islotes de las costas vecinas muchas vidas son tomadas por este pueblo."
Malasia rechazó el argumento de Singapur de que el concepto tradicional de Malasia sobre la soberanía estaba basado principalmente en el control sobre la gente y no sobre el territorio. Afirmaban que la autoridad en los estados en todo el mundo está basada en la combinación del control sobre la gente y sobre el territorio, y que esto aplica a los estados de Malasia así como a cualquier otro estado. Ya que el Sultanato de Johor se estableció en el siglo XVI, siempre tuvo gobernantes quienes fueron reconocidos como tales y que comandaban con la lealtad de las personas y por lo tanto controlaban los territorios donde vivían estas personas.

### Acciones del Reino Unido y Singapur, Aquellas del operador del Faro
Malasia afirmó que las acciones del Reino Unido y su sucesor, Singapur, de construir y mantener el Faro Horsburgh en Pedra Branca fueron acciones meramente de operador del Faro y no de soberano de la Isla. Johor en ningún momento había cedido la Isla al Reino Unido, si no al contrario había simplemente dado permiso para construir y mantener el Faro en ella.
El capitán James Horsburgh, un hidrógrafo escocés de la compañía Británica East India Company quien había preparado muchas gráficas e instrucciones de navegación para Este de India, China, New Holland y el Cabo de Buena Esperanza y otros puertos intermediarios, murió en mayo de 1836. Mercantes y marineros sintieron que la construcción de uno o más Faros sería un tributo digno para el y tan pronto como noviembre de 1836 Pedra Branca fue propuesta como uno de los sitios preferidos.
Para 1844 la preferencia había sido expresada para la Isla Romania Outer Island, o Peak Rock. En algún momento de noviembre de 1844, el Gobernador de los Asentamientos estrechos, William John Butterworth, escribió al Sultán y el Temenggung de Johor con respecto al tema. Sus cartas no se han encontrado, sin embargo traducciones inglesas de las respuestas con fecha de 25 de noviembre de 1844, existen. El sultán dijo:

Eh recibido la carta de mi amigo, y en su respuesta deseo informar a mi amigo que entiendo perfectamente sus deseos, y estoy extremadamente satisfecho con la intención expresada dentro de, ya que (un Faro de luz) permitirá a los comerciantes y a otros a entrar y salir de este puerto con mayor confianza.

El Temenggung respondió así:

Eh recibido debidamente la comunicación de mi amigo, y entiendo su contenido. Mi amigo es deseoso de levantar un Faro de Luz cerca de Point Romania. No puedo tener objeción alguna a tal medida, cierto es que estoy muy satisfecho de que tal compromiso se tome a contemplación. Deseo ser guiado en todas las medidas por el Gobierno, tanto que, la East India Company están en completa libertad de poner un Faro de Luz en ese lugar, ó en cualquier lugar considerado elegible.

Mi familia y yo por muchos años hemos derivado apoyo de Singapur, nuestra dependencia es enteramente en el Gobierno Inglés, y esperamos merecer la protección de, y ser favorecidos por la Compañía en toda ocasión consistente con propiedad.

Tres días después, el 28 de noviembre de 1844, el Gobernador escribió al Secretario de Gobierno en India recomendar que el Faro estuviera situado en Peak Rock. Entre otras cosas, él dijo que "esta roca es parte de los territorios de Rajah de Johor, quien con el Tamongong... habían dado su consentimiento de buena manera a cederla con gratitud a la East India Company", y adjunto respuestas recibidas del Sultán y el Temenggung. Sin embargo, Malasia argumento que las cartas del Sultán y Temenggung significaban no más que el permiso al Reino Unido de construir y operar un Faro de Luz en Peak Rock o alguna otra ubicación adecuada.
El 13 de noviembre, el agente de Malasia, Embajador bajo misión especial Abdul Kadir Mohamed, argumentó que Singapur estaba intentando "subvertir" un arreglo de 150 años bajo el cual Singapur operaba el Faro Horsburgh en Pedra Branca, el cual era territorio de Malasia. También sugirió que si se permitía esto, Singapur afectaría la paz y la estabilidad en el área donde se encuentra la Isla. Él dijo que si Singapur reclamaba el terreno alrededor de Pedra Branca, "aparte de los posibles efectos sobre el ambiente y navegación en el Estrecho, esto podría dar paso a serios cambios potenciales sobre los arreglos de seguridad en la entrada Este del Estrecho". Según el Fiscal - General de Malasia Abdul Gani Patail, Singapur había levantado primero el problema de la soberanía sobre Pedra Branca el 13 de abril de 1978 durante una junta entre oficiales, diciendo que tenía "evidencia legal incontrovertible" de su Soberanía sobre la Isla a pesar de que nunca había producido ningún documento que lo apoyara. Anterior a esto, la soberanía de la Isla nunca había sido disputada. El argumento de 1980 del primer ministro de Malasia Tun Hussein Onn con respecto a la "poco clara" posición de la Isla había sido también premisa en estos documentos los cuales elex primer ministro de Singapur Lee Kuan Yew había dicho estar bajo la posesión de Singapur. El argumento era por lo tanto una simple amistosa y respetuosa declaración de un primer ministro visitante en una conferencia de prensa el cual no tenía valor probatorio en la corte. Todo lo que Hussein Onn quería decir era que la situación requería más discusión entre los dos países.

#### Carta no autorizada del Secretario Adjunto de Estado de Johor 1953
Con respecto a la carta del 21 de septiembre de 1953 en la que el Secretario Adjunto de Johor informó al Secretario Colonial de Singapur que "el Gobierno de Johor no reclama la propiedad de Pedra Branca", Malasia presentó que la investigación del Secretario Colonial el 12 de junio de 1953 sobre el estatus de Pedra Branca mostraba que las autoridades de Singapur no tenían convicción de que la Isla fuera parte de su territorio.
Más adelante, el Secretario Adjunto "definitivamente no estaba autorizado" y no tenía "la capacidad para escribir la carta de 1953, ó de renunciar, negar, o confirmar el título de cualquier parte de los territorios de Johor". Bajo dos tratados el 21 de enero de 1948, el acuerdo de Johor entre la Corona Británica y el Sultán de Johor y el acuerdo de la Federación de Malaya entre la Corona Británica y Nueve estados Malayos incluyendo Johor, Johor transfirió todos sus derechos, poder y jurisdicción en los asuntos relacionados con la defensa y asuntos externos con el Reino Unido. Estos poderes eran aplicables por el Alto Comisionado Federal puesto por el Reino Unido y no por el Secretario de Estado de Johor.  El Secretario Adjunto había impropiamente había respondido a la carta del Secretario Colonial y no había entregado una copia al Secretario en Jefe de Johor. No había evidencia de que el Secretario en Jefe o el Alto Comisionado estuvieran enterados de los contenidos de aquella carta.

#### Las acciones de Singapur con respecto a Pedra Branca como no Soberano
Con respecto a la contenciones de Singapur de haber ejercido autoridad soberana sobre Pedra Branca de varias maneras, Malasia respondió de la siguiente manera:
- Investigación de naufragios en la vecindad de Pedra Branca.Singapur tenía deberes de investigar peligros a la seguridad de navegación y de publicar la información sobre estos peligros en su capacidad como operador del Faro, y bajo la Convención de Naciones Unidas sobre la Ley del Mar y la Convención sobre Seguridad de Vida en el Mar. De esta manera, investigando y reportando naufragios y peligros marítimos dentro de las aguas territoriales de Pedra Branca Singapur había actuado en concordancia con buenas prácticas y no un à titre de souverain. Las circunstancias de las investigaciones particulares también significaba que la habilidad de Singapur de llevarlas a cabo no estaba basada en la soberanía sobre la Isla.[71]
- Exhibición de emblemas Británicos y de Singapur sobre la Isla. Insignias, asociados con temas marítimos, son marcas de la nacionalidad no de soberanía. Singapur tampoco había demostrado ninguna soberanía con la intención de desplegar insignias de Singapur y el Reino Unido sobre el Faro Horsburgh. El incidente de Pulau Pisang no era un reconocimiento de Malasia de la soberanía de Singapur sobre Pedra Branca; solo había sido un tema de sensibilidad política doméstica - Pulau Pisang - es mucho más grande que Pedra Branca y tiene una pequeña población local.[72]
- Instalación de equipo de comunicación militar y planes para reclamar el terreno. Malasia argumentó que la instalación de equipo de comunicación militar de Singapur sobre Pedra Branca fue hecho en secreto, y que solo se habían enterado de esto cuando recibieron el memorial de Singapur en el caso.[34] En cuanto a los planes de Singapur de reclamar el terreno alrededor de la Isla, Malasia dijo que no podría haber reaccionado a alguno de estos documentos ya que habían sido un secreto.[35]

#### Reportes meteorológicos irrelevantes; mapas inconclusos
En respuesta a la contención de Singapur con respecto a los reportes meteorológicos publicados por Malasia que indicaban Pedra Branca como una estación de Singapur, Malasia dijo que el hecho de que se reconociera al Faro Horsburgh como una estación de lluvia de Singapur no sumaba un reconocimiento de soberanía. Los seis mapas publicados entre 1962 y 1975 que habían impreso la palabra "(Singapur)" ó "(Singapura)" bajo la Isla eran inconclusos. Esta era debido a que la anotación pudo haber sido juzgada diferente, los mapas contenían avisos legales indicando que no podían ser considerados una autoridad en la delimitación de límites internacionales u otros, y que los mapas no crean un título y no pueden sumar a una admisión al menos que sea incorporado en tratados o usado en negociaciones interestatales.

### Middle Rocks y South Ledge pertenecen a Malasia
Malasia contendía que Pedra Branca, Middle Rocks y South Ledge no eran una entidad individual identificable. Los archivos históricos mostraban las tres formaciones marítimas nunca fueron descritas como una sola Isla con Islas  appurtenant, o como un grupo de Islas. Middle Rocks y South Ledge fueron por lo tanto bajo la soberanía de Johor en el tiempo del tratado Anglo - Holandés y cayeron bajo la esfera de influencia Británica con el tratado. Malasia había ejercido constantes actos de soberanía sobre ellas dentro de los límites. Por ejemplo, en 1968 el Gobierno de Malasia usó y concedió concesiones de petróleo que se extendieron hasta el área de Middle Rocks y South Ledge. También, un documento confidencial interno con fecha 16 de julio de 1968 titulado "Carta de Promulgación" por el Jefe de la Marina Real de Malasia incluía gráficos mostrando Pedra Branca, Middle Rocks y South Ledge dentro de las aguas territoriales de Malasia, y la formaciones estaban incluidas dentro de las aguas de pesca de Malasia en el Acto de Pesca 1985. Singapur no había hecho protesta en contra de estas manifestaciones de soberanía, ni había hecho ningún reclamo sobre Middle Rocks y South Ledge en 1980 cuando empezó a reclamar propiedad de Pedra Branca.

## Controversias

### Confiabilidad de foto de Malasia sobre Pedra Branca
En el curso de la audiencia, para demostrar la proximidad de Pedra Branca con tierra firme de Johor, Malasia produjo una fotografía de Pedra Branca con Point Romania y una colina llamada Mount Berbukit, ambos en Johor, en el fondo. Sin embargo el 19 de noviembre de 2007 Singapur produjo otra fotografía usando una cámara que se aproximaba al ojo humano y que demostraba que Mount Berbukit aparecía mucho más pequeño. Se argumentaba que la fotografía de Malasia había sido tomada usando un lente de telefoto, el cual había exagerado la altura de Mount Berbukit aproximadamente siete veces. El entonces fiscal general de Singapur Chao Hick Tin dijo que la fotografía había sido "un intento de transmitir mensajes subliminales de la proximidad entre Pedra Branca y la Costa de Johor", pero no era una reflexión precisa de lo que los visitantes de Pedra Branca verían si estuvieran viendo hacia Johor.
Malasia reclamaba que su fotografía había sido obtenida de un blog en línea, Singapur llamó al blog "lo más inusual", subrayando que se había creado solo un mes antes; que la fotografía había sido cargada tan solo el 2 de noviembre, cuatro días antes de los procesos orales en el caso; y que no había información sobre la identidad del bloguero.
En su refutación el 24 de noviembre, Malasia dijo que la diferencia entre las fotografías era "todo una cuestión de perspectiva" y que el asunto no valía una discusión.

### Cartas perdidas de 1844
El empuje clave del caso de Malasia fue que los Británicos habían recibido permiso explícito por parte de Johor para construir un Faro en Pedra Branca, lo que demostraba que los Británicos reconocían la soberanía de Johor sobre la Isla. Presentó que esta era evidencia de las cartas de noviembre de 1844 que el Gobernador Butterworth había enviado al Sultán y Temenggung de Johor con respecto a la construcción del Faro. Malasia dijo que había pedido copias de las cartas a Singapur, ya que si las cartas todavía existieran probablemente estarían en los archivos de Singapur en una carpeta titulada "Cartas a los Gobernantes ". Sin embargo, Singapur nunca respondió.
La respuesta de Singapur fue que no poseía tales copias de las cartas. Sus archivos eran incompletos y las búsquedas de ellas en otros archivos habían sido en vano. Además, las cartas eran más probable que estuvieran bajo la posesión de Malasia ya que el gobernador las había enviado a los gobernantes de Johor. En su refutación del caso de Malasia el 19 de noviembre de 2007, el primer ministro delegado de Singapur y el ministro de Ley S. Jaykumar expresó decepción con la insinuación de Malasia de que Singapur había escondido las cartas de la Corte, lo que el llamó "lo más alarmante", "sin bases", y "distractor".
Malasia no mencionó más del tema en su refutación el 24 de noviembre.

## Decisión de ICJ
La ICJ entregó su decisión el 23 de mayo del 2008. Se sostuvo por 12 votos a favor de que la soberanía sobre Pedra Branca pertenece a Singapur. Además sostuvo por 15 votos a uno, que la soberanía de Middle Rocks pertenece a Malasia y la soberanía sobre South Ledge pertenecía al estado cuya ubicación estuviera dentro de sus aguas territoriales.

### Pedra Branca originalmente bajo la soberanía del Sultanato de Johor
La Corte acordó con Malasia de que el Sultanato de Johor tenía el título original de Pedra Branca, rechazando el argumento de Singapur de que la Isla era "terra nullius". Se encontró que no había disputa de que Johor se había establecido a sí misma como estado soberano sobre cierto dominio territorial en el Sureste de Asia desde su existencia en 1512. Ya que Pedra Branca siempre había sido conocido como un peligro de navegación en el estrecho de Singapur, el cual era el canal más vital para navegación internacional en el comercio Este-Oeste entre el Océano Índico y el Sur del Mar de Chinga, era inconcebible que la Isla permaneciera sin descubrir por la comunidad local. Entonces fue razonable interferir con que Pedra Branca yacía dentro del alcance general geográfico del Sultanato de Johor. Además, durante la existencia del antiguo sultanato de Johor, no había evidencia de ningún reclamo sobre las Islas en el Estrecho de Singapur. También se concordó con la propuesta de Malasia de que las descripciones de la relación entre el Sultán de Johor y el Orang Laut en el siglo XIX en reportes oficiales Británicos demostraban que el Sultán había ejercido soberanía sobre Orang Laut. Ya que Orang Laut hizo a las Islas del Estrecho de Singapur su hábitat, esto confirmaba el "antiguo título original" del Sultanato de Johor sobre esas Islas, incluyendo Pedra Branca. En cuanto al argumento de Singapur de que el concepto tradicional de soberanía de Malasia estaba basado en el control de la gente y no del territorio, la Corte observó que la soberanía se comprende de tanto el control de las personas como del territorio. Sin embargo, no fue necesario trabajar en este punto más adelante ya que se había encontrado de que Johor tenía la soberanía territorial original sobre Pedra Branca.
El propósito del tratado Anglo-Holandés de 1824 finalmente fue para resolver la disputa entre el Reino Unido y Holanda con relación a sus posesiones territoriales e intereses comerciales en el Este de India. Por lo tanto era muy poco probable que ambos lados dejaran los yacimientos marítimos del Estrecho de Singapur fuera de su esfera de influencia, como Singapur había contendido. Bajo el Artículo XII del tratado, Gran Bretaña había acordado que "ningún establecimiento Británico se hará en las Islas Carimon, ó en las Islas de Bantan, Bintang, Lingin, ó en cualquier otra Isla del Sur del Estrecho de Singapur..." Las Islas e Islotes dentro de los estrechos por lo tanto se encontraron dentro de la influencia del Reino Unido. Esto incluía Pedra Branca, la cual permanecía parte del dominio territorial del nuevo Sultanato de Johor. Que esto era el entendimiento Inglés del tratado fue confirmado por una carta con fecha 4 de marzo de 1825 del Gobierno de la India para John Crawfurd, el residente Británico en Singapur, quien leyó: "nuestra adquisición de estos Islotes [bajo el tratado Crawfurd] no está a variabilidad de las obligaciones del Tratado concluido en Londres en marzo [bajo el tratado Anglo-Holandés] ya que todas están situadas al Norte de los límites sureños de los Estrechos de Singapur..." [añadiendo énfasis]. Por lo tanto, la posición Británica era que cada Isla al norte de los límites sureños del Estrecho de Singapur caían dentro de su esfera de influencia. La lectura de la Corte del tratado Anglo-Holandés fue reforzada por una carte del 25 de junio de 1825 del Sultán Abdul Rahman a su hermano el Sultán Hussain, el cual no tenía el efecto de Singapur le había atribuido.
Contrario a lo presentado por Malasia, la Corte encontró que el Tratado Crawfurd no mostraba que Gran Bretaña reconocía la soberanía de Johor sobre todas las Islas alrededor del estrecho de Singapur. El Artículo II solo se refería a la cesión del Sultán y Temenggung de Johor de "la Isla de Singapur ... junto con los mares adyacentes, estrechos, e Islotes a la extensión de diez millas geográficas" a los Británicos, y no podía ser leído como reconocimiento del Reino Unido de la soberanía sobre cualquier territorio de Johor.

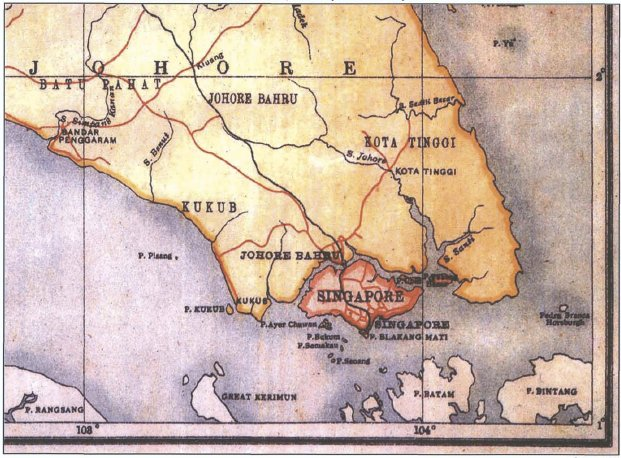
Pedra Branca aparece a la derecha de este mapa detallado de Malasia Británica producido por el topógrafo general de los Estados Federados de Malasia y los Asentamientos Estrechos en 1925.

### Soberanía de Pedra Branca pasa a Singapur
La ICJ notó que bajo ciertas circunstancias, soberanía sobre un territorio puede caducar debido a que el estado que tiene soberanía falla en responder a la conducta à titre de souverain de otro estado, esto es, manifestaciones concretas de exhibición de soberanía territorial por otro estado.
Ya que no había un acuerdo escrito relacionando el Faro Horsburgh y Pedra Branca, la Corte fue incapaz de determinar si las respuestas de noviembre de 1844 del Sultán y Temenggung de Johor para la investigación del Gobernado Butterworth sumada a la cesión del lugar que sería escogido como sitio para el Faro o era meramente permiso para construir, mantener y operar el Faro en ese lugar. A pesar de que el Gobernado había indicado en su carta del 28 de noviembre de 1844 para el Secretario de Gobierno en India para recomendar que las respuestas sumadas a las cesión con gratitud a la East India Company, este entendimiento no era comunicado al Sultán y Temenggung.
Similarmente, el hecho de que Bretaña no había informado a Johor acerca de su decisión de situar un Faro en Pedra Branca puede ser vista como un reconocimiento de que Bretaña solo había consentido construir y operar el Faro, o que Johor ya no tenía derechos sobre la Isla. En la evidencia alegada, la Corte fue capaz de llegar a una conclusión del tema. También no saco conclusiones de la construcción y puesto en marcha del Faro, indicando solo que vio los eventos como "soporte del tema de los puntos de vista evolucionando de las autoridades en Johor y Singapur acerca de la soberanía sobre Pedra Branca/Pulau Batu Puteh". Se notó, sin embargo, que aparte de la visita de dos días del Temenggung y su seguidores a la Isla a principios de junio de 1850, Johor no estaba involucrado en el proyecto.
La Corte declinó aceptar el argumento de Malasia de que la investigación del Secretario Colonial de Singapur acerca del estatus de Pedra Branca en 1953 indicaba que el Reino Unido no tenía convicción de que la Isla era parte de su territorio. Sentía que la carta de investigación mostraba que las autoridades de Singapur no tenían claro los eventos que habían ocurrido hace un siglo y que no estaban seguros de que sus archivos estuvieran completos, lo cual era entendible bajo las circunstancias. También estaba en desacuerdo con que el Secretario Adjunto de Johor, quien había indicado en su carta de respuesta que Johor no reclamaba propiedad de la Isla, había actuado sin autoridad. El acuerdo de Johor era irrelevante - mientras que el Secretario Colonial era representativo del Gobierno del Reino Unido el cual no era un estado foráneo con relación a Johor en aquel momento, no había duda de que el Reino Unido tenía que consentir una respuesta a Johor. El acuerdo de la Federación de Malaya tampoco asistía a Malasia debido a que la acción de responder a una solicitud de información no era un "ejercicio" de "autoridad ejecutiva". Además, ya que Malasia no había invocado este argumento en sus negociaciones con Singapur en los procedimientos de la ICJ hasta tarde en la fase oral, Singapur tenía derecho de presumir que el Secretario Adjunto había actuado dentro de su autoridad. El significado de la respuesta fue claro - a partir de 1953, Johor entendió que no tenía soberanía sobre Pedra Branca y por lo tanto las autoridades de Singapur no tenían razón alguna para dudar de que la Isla pertenecía al Reino Unido.
La Corte consideró esto como conducta à titre de souverain  a la investigación de los sis naufragios en la vecindad de Pedra Branca entre 1920 y 1993, su exclusivo control sobre las visitas de la Isla, la instalación de la estación de retransmisión militar en la Isla en 1977, y la reclamación propuesta del terreno alrededor de ella. Malasia estaba en lo correcto en afirmar que la exhibición de una insignia no era normalmente una manifestación de soberanía, y que la diferencia de tamaño entre Pulau Pisang y Pedra Branca tenía que reconocerse. Sin embargo, cierto peso se le pudo haber dado al hecho de que Malasia no había solicitado remover la insignia de Singapur en exhibición en el Faro Horsburgh. El hecho de que Malasia se refería al Faro como una estación de Singapur en 1959 y 1966 en reportes meteorológicos y que lo había omitido del reporte de 1967 de Malasia favoreció el caso de Singapur.
Los mapas publicados por Malasia entre 1962 y 1975 tendían a confirmar que consideraba Pedra Branca caer bajo la soberanía de Singapur. Las anotaciones "(SINGAPUR)" ó "(SINGAPURA)" en los mapas con respecto a la Isla fueron claros para apoyar el caso de Singapur. Los mapas daban una buena indicación de la posición oficial de Malasia en el asunto, y no podía sumarse a una admisión. Finalmente, Malasia no podía confiar en los avisos legales en los mapas ya que el asunto tratado no trataba de un límite si no de una Isla distinta. En cualquier caso, los mapas eran declaraciones del hecho geográfico, particularmente desde que Malasia lo había producido y diseminado en contra de sus propios intereses.
En vista de lo dicho arriba, la Corte sostenida en 1980 la soberanía sobre Pedra Branca había pasado de Malasia a Singapur.

### Soberanía sobre Middle Rocks and South Ledge
Ninguna de las conductas del Reino Unido y Singapur que dirigieron a ICJ a concluir que Singapur había ganado soberanía sobre Pedra Branca aplicaba a Middle Rocks. Ya que Johor tenía el antiguo título original de Middle Rocks, la Corte sostuvo que este título permaneciera con Malasia como el sucesor del Sultanato de Johor.
South Ledge cae dentro de aguas territoriales aparentemente traslapadas generadas por tierra firme de Malasia, Pedra Branca y Middle Rocks. A pesar de que el Acuerdo Especial y en su sumisión final Malasia y Singapur había solicitado a la Corte a decidir que estado tenía la soberanía sobre Pedra Branca, Middle Rocks y South Ledge, la Corte no había sido mandado a delimitar la extensión de aguas territoriales en los dos estados en el área en cuestión. Por lo tanto, simplemente sostuvo que South Ledge, como una elevación de marea baja, pertenece al estando de las aguas territoriales en donde se encuentra.

## Reacciones y Desarrollos futuros

### Reacciones
El 23 de mayo del 2008, el ministro foráneo de Malasia Rais Yatim describió la decisión de ICJ como creando una situación "ganar-ganar" y que ambos países "forjarían en futuro" su relación bilateral. El primer ministro Delegado Najib Razak llamó la decisión como una "decisión balanceada" como Malasia había sido "parcialmente exitoso" en sus reclamos territoriales. Entrevistado por reporteros en La Haya, el primer ministro Delegado de Singapur S. Jayakumar dijo: "Estamos satisfechos con la decisión porque la Corte ha otorgado soberanía sobre Pedra Branca, lo cual fue el principal punto en la disputa, para Singapur." El primer ministro de Singapur Lee Hsien Loong dijo estar satisfecho con el resultado, y comento que traer la disputa a la ICJ fue una "buena manera para que Malasia y Singapur resolvieran sus desacuerdos y problemas mientras se mantenían buenas relaciones entre los dos".

#### Malasia
En el día en el que la ICJ liberó su sentencia, Rais Yatim afirmó que ya que South Ledge estaba dentro de aguas territoriales de Middle Rocks, "Malasia parece ser el poseedor de la soberanía". Una semana después, el ministro foráneo de Malasia solicitó a los medios de Malasia a dejar de usar la palabra Malaya Pulau ("Isla") para Pedra Branca y referirse a ella como "Batu Puteh" ó "Pedra Branca".
La decisión de la ICJ es final y no está sujeta a apelación. Sin embargo, en junio del 2008 Rais Yatim indicó que Malasia había renovado su búsqueda por la carta escrita por el Gobernador Butterworth al Sultán y Temenggung de Johor buscando permiso para construir el Faro Horsburgh en Pedra Branca. El notó que las reglas de la ICJ permitían al caso ser revisado dentro de diez años si nueva evidencia era añadida. En respuesta, el ministro de Ley de Singapur K. Shanmugam dijo que la ciudad-estado tendría que esperar a ver que nueva evidencia podía obtener el gobierno de Malasia.
Varios Miembros del Parlamento de Malasia habían instado al Gobierno Federal a afirmar la soberanía sobre Pulau Pisang que también tiene un Faro y es operado por Singapur, o tomar la administración del Faro. Preocupaciones también se expresaron por Pulau Merambong cerca del límite Oeste de Malasia con Singapur. El jefe de Gobierno de los nueve estados en Malasia, Abdul Ghani Othman, aseguro al público que Pulau Pisang pertenece a Johor bajo un acuerdo de 1900 entre el Sultán Ibrahim de Johor y los administradores Británicos en Singapur Colonial. Sin embargo, agencias de Malasia habían tomado esfuerzos para tomar reclamos sobre cientos de Islas, arrecifes, rocas y otras yacimientos en el Sur del Mar de China, los Estrechos de Malacca y fuera de las aguas Sabahan que Malasia podría perder hacia China, Indonesia y Vietnam. Dos de estas Islas son Pulau Unarang fuera de Sabah del Este cerca de la frontera con Indonesia, y Pulau Perak al Oeste de Penang.
En la abertura de la duodécima Asamblea de Johor en junio del 2008, el Sultán Iskandar de Johor, juro lealtad a reclamar la Isla haciendo "lo que sea necesario". Hablando al final del discurso preparado, el Sultán dijo en Malaya: "que se recuerde que no me olvido de Pulau Batu Puteh. Pulau Batu Puteh no es de Singapur, sino que pertenece a Johor. No importa cuanto tiempo tarde en obtener, encontrare una manera de obtener de vuelta la Isla, que pertenece a Johor." El jefe de Gobierno de Johor dijo que el Gobierno del Estado había "escuchado claramente" lo que el Sultán dijo, pero no elaboró.
El 3 de septiembre de 2008, Tengku Razaleigh Hamzah, un príncipe de Kelantan y MP del Estado, mando una carta a Rais Yatim clamando que los intereses de Johor no habían sido levantados frente la ICJ. El alegó que los mares rodeando Pedra Branca siempre han estado en manos de Johor y nunca se habían rendido a los Británicos o a Singapur, y que aceptando la decisión de la ICJ y participando en las discusiones técnicas con Sigapur el Gobierno de Malasia infringió los derechos constitucionales de Johor. En respuesta, Rais dijo que la carta parecía designada para "millaje político" y que Johor había estado completamente involucrado en los procedimientos. Él dijo al Straits Times, "todo mundo tiene su opinión en tales asuntos pero yo, como ministro Foráneo debo acatar lo dictado por la ley. Tengo que ver la carta primero pero es un poco tarde para expresar decepción."

#### Singapur
El 21 de julio de 2008, en respuesta a preguntas de miembros del Parlamento de Singapur acerca de Pedra Branca, el ministro de Estado para Asuntos Externos Balaji Sadasivan indicó que el territorio marítimo alrededor de la Isla incluía un mar territorial de hasta 12 millas náuticas (22 km, 14 mi) y una Zona Económica Exclusiva. Esto fue condenado por el ministro Foráneo de Malasia Rais Yatim como "en contra del espíritu Asiático y la estructura legal" ya que el clamo era "inaceptable e irrazonable y contradecía los principios de la ley internacional". En respuesta, el portavoz del ministro de Asuntos Externos de Singapur dijo que Singapur primero había indicado su clamo por el mar territorial y la Exclusiva Zona económica el 15 de septiembre de 1980, y reiteró su clamo el 23 de mayo del 2008 seguido de la sentencia de la ICJ. Ambos argumentos habían dejado claro que si los límites del mar territorial de Singapur o Zona Económica Exclusiva se traslapaban con los reclamos de países vecinos, Singapur entonces negociaría con esos países para llegar a delimitaciones acordadas con la ley internacional. En agosto del 2008, Rais dijo que Malasia adoptó el punto de vista de que Singapur no tenía derecho a reclamar la Zona Económica Exclusiva alrededor de Pedra Branca ya que se consideraba que el yacimiento marítimo no cumplía el criterio para ser reconocido internacionalmente como una Isla, eso es, tierra inhabitada por humanos que tuviera actividad económica.
En el lanzamiento del libro Pedra Branca: The Road to the World Court (El Camino a la Corte Mundial ) de S. Jaykumar y Tommy Koh el 19 de diciembre del 2008 el Jefe de Justicia Chan Sek Keong comentó: "El caso de Pedra Branca es probable sea un evento único en la historia de Singapur ya que es poco probable que Singapur tenga que volver a buscar confirmación de su título sobre territorio bajo la ley internacional".

### Resolución de Problemas Excepcionales
Malasia y Singapur establecieron lo que llamaron el Comité Técnico Conjunto para delimitar la frontera marítima en el área alrededor de Pedra Branca y Middle Rocks, y para determinar la propiedad sobre South Ledge. Seguida una junta el 3 de junio del 2008, el Comité acordó que un sub-comité técnico se establecería para supervisar la conducta de los trabajos de inspección para preparar el camino a las pláticas de problemas marítimos en y alrededor del área. Si cualquier incidente ocurría alrededor de las aguas de Pedra Branca, Middle Rocks y South Ledge, cualquier lado tendría que proveer asistencia humanitaria para los navíos involucrados. Finalmente, pescadores de ambos Malasia y Singapur podrían continuar las actividades de pesca tradicional en esas aguas. En septiembre del 2008, el Comité Técnico Conjunto reportó que su Sub-Comité en los trabajos conjuntos de inspección había finalizado las preparaciones para una investigación hidrográfica que proveería información para discusiones futuras acerca de delimitaciones. Un Sub-Comité en Administración Marítima y Aérea y de Pesca también se formó, y después de una junta el 20 de agosto del 2008 se decidió que las actividades de pesca tradicional realizadas por ambos países deberían de continuar en aguas más allá de 0.5 millas náuticas (0.9 km; 0.6 mi) de Pedra Branca, Middle Rocks y South Ledge.

## Lecturas Complementarias

### Artículos
- Abdul Ghafur Hamid (Khin Maung Sein) (2011), «Case Concerning Sovereignty over Pulau Batu Puteh: A Critical Analysis of its Legal Implications», Malayan Law Journal 3: 30-61..
- Abdul Ghafur Hamid (Khin Maung Sein) (2011), «Pedra Branca Judgment and Beyond: Issues and Challenges in its Implementation by Malaysia and Singapore», International Journal of Marine and Coastal Law 26 (2): 335-342..
- Beckman, Robert; Schofield, Clive (2009), «Moving beyond Disputes over Island Sovereignty: ICJ Decision Sets Stage for Maritime Boundary Delimitation in the Singapore Strait», Ocean Development & International Law 40 (1): 1-35, doi:10.1080/00908320802631551..
- Colson, David A.; Vohrer, Brian J. (2008), «International Court of Justice: Sovereignty over Pedra Branca/Pulau Batu Puteh, Middle Rocks and South Ledge (Malaysia/Singapore) – Introductory Note», International Legal Materials (5): 833-835..
- Kopela, Sophia (2010), «Case Concerning Sovereignty over Pedra Branca/Pulau Batu Puteh, Middle Rocks and South Ledge (Malaysia v. Singapore), Judgment of 23 May 2008», International Journal of Marine and Coastal Law 25 (1): 93-113, doi:10.1163/157180810X487811..
- Lathrop, Coalter G. (2008), «Sovereignty over Pedra Branca/Pulau Batu Puteh, Middle Rocks and South Ledge (Malaysia/Singapore)» (PDF), American Journal of International Law 102 (4): 828-834, JSTOR 20456682, doi:10.2307/20456682, archivado desde el original el 21 de julio de 2009..
- Li, Chenyang; Shao, Jianping (2009), «zh:论白礁岛主权争端及其对新马关系和东盟发展的影响» [Study on the Pedra Branca Dispute and Its Influence on Relations between Singapore and Malaysia and ASEAN's Development] (PDF), Southeast Asian Studies (en chino) (1): 1-12..
- Mills, Alex (2008), «The Formalism of State Sovereignty in Territorial and Maritime Disputes», Cambridge Law Journal 67 (3): 443-447, doi:10.1017/S0008197308000639..
- Mohamed Faizal; Quek, Evangeline (2004), «The Repercussions of the Similarities between Sipadan/Litigan and Pedra Branca Disputes», Singapore Law Review 24: 52-65..
- O'Keefe, Roger (2011), «Legal Title versus Effectivités: Prescription and the Promise and Problems of Private Law Analogies», International Community Law Review 13 (1–2): 147-188, doi:10.1163/187197311X555223..
- Tan, Hsien-Li (2008), «Case Concerning Sovereignty over Pedra Branca/Pulau Batu Puteh, Middle Rocks and South Ledge (Malaysia/Singapore)» (PDF), Singapore Year Book of International Law 12: 257-262, archivado desde el original el 14 de abril de 2010..
- Tanaka, Yoshifumi (2008), Passing of Sovereignty: The Malaysia/Singapore Territorial Dispute before the ICJ (PDF), The Hague Justice Portal, archivado desde el original el 21 de enero de 2012..
- Wan Siti Adibah Wan Dahalan; Adina Kamarudin; Mahmud Zuhdi Mohd Nor (2009), «Article 121 of the 1982 Law of the Sea Convention and the Maritime Delimitation in the Straits of Singapore», Jurnal Undang-undang dan Masyarakat: 13..
- Wang, Xiumei (2009), «zh:白礁岛、中岩礁和南礁案的国际法解读» [An Interpretation of the Case of Pedra Branca, Middle Rocks and South Ledge from the Perspective of International Law] (PDF), Southeast Asian Studies (en chino) (1): 19-25..
- Wang, Zichang (2009), «zh:新马岛屿争端之判决: 依据与启示» [The Judgment of the International Court of Justice on Territorial Disputes between Singapore and Malaysia and Its Inspirations] (PDF), Southeast Asian Studies (en chino) (1): 13-18..

### Noticias
- «KL's claim of original title a mirage: Jaya», The Straits Times (reproduced on the Malaysian Bar website), 10 de noviembre de 2007, archivado desde el original el 10 de enero de 2008, consultado el 30 de septiembre de 2008..
- «All the pieces in Singapore's case 'fit perfectly together'», The Straits Times (reproduced on the Ministry of Foreign Affairs (Singapore) website), 21 de noviembre de 2007, archivado desde el original el 28 de septiembre de 2011, consultado el 30 de septiembre de 2008..
- Andy Ho (28 de noviembre de 2007), «The evidence of words: The Pedra Branca case may really just turn on two treaties of 1824», The Straits Times..
- Jessica Cheam (24 de mayo de 2008), «A good ruling, for both [editorial]», The Straits Times (reproduced at AsiaOne), archivado desde el original el 20 de mayo de 2016..
- Zakir Hussain (20 de diciembre de 2008), «Pedra Branca story told in a book: Jayakumar and Tommy Koh give behind-the-scenes account of 30-year saga», The Straits Times (reproduced on the Ministry of Foreign Affairs website): A4, archivado desde el original el 18 de febrero de 2012..

### Libros
- Haller-Trost, Renate (1993), Historical Legal Claims: A Study of Disputed Sovereignty over Pulau Batu Puteh (Pedra Branca) [Maritime briefing; vol. 1, no. 1], Durham: International Boundaries Research Unit, Department of Geography, University of Durham, pp. 1-36, ISBN 978-1-897643-04-4..
- Jayakumar, S.; Koh, Tommy (2008), Pedra Branca: The Road to the World Court, Singapore: NUS Press in association with MFA Diplomatic Academy, ISBN 978-9971-69-474-6 (hbk.), ISBN 978-9971-69-457-9 (pbk.)..